# Путешествие Екатерины II в Крым
Таврический вояж (со 2 января 1787 по 11 июля 1787) — беспрецедентное по масштабам, числу участников, стоимости и времени в пути путешествие Екатерины II и её двора, длившееся в итоге более полугода. С ним связано возникновение легенды о потёмкинских деревнях.

## Задачи и подготовка
Чтобы быть в курсе состояния дел в провинциях, Екатерина II время от времени предпринимала путешествия по стране. Целью таврического путешествия была инспекция Новороссии, присоединённой к России в результате недавних войн с турками и переданной под управление Г. Потёмкина, а также встреча с австрийским императором Иосифом для обсуждения дальнейших планов совместных действий против Османской империи.
Предполагаемый маршрут: Луга — Великие Луки — Смоленск — Новгород-Северский — Чернигов — Киев — Екатеринослав — Херсон — Перекоп — Бахчисарай — Инкерман — Севастополь — Симферополь — Карасубазар — Судак — Старый Крым — Феодосия — Карасубазар — Перекоп — Кривой Рог — Кременчуг — Полтава — Харьков — Белгород — Обоянь — Курск — Орёл — Мценск — Тула — Серпухов — Москва — Клин — Тверь — Торжок — Вышний Волочек — Новгород — Санкт-Петербург. Всего на 5657 вёрст, в том числе 446 по воде.
Впервые путешествие по новым южным землям обсуждалось ещё в 1780 году. Подготовка к путешествию началась в 1784 году с укрепления Черноморского флота и армии, расположенных на юге России. Началось строительство городов и укреплений, появление которых повлияло на рост экономики вновь приобретённого края. Осенью 1786 года Потёмкиным был отдан приказ полкам русской армии разместиться в местах предположительного маршрута путешествия. Этим приказом Потёмкин преследовал 2 цели: близость войск на случай непредвиденных действий врагов России и для выполнения войсками части подготовительных работ. Например, около Киева была сосредоточена армия под командованием П. А. Румянцева (100 тыс. чел.).

## Маршрут
Наиболее известные описания путешествия на галерах по Днепру и далее по Крыму оставили сопровождавшие императрицу иностранцы — принц де Линь и граф Сегюр. Императорская свита составляла около трёх тысяч человек. Императорский поезд состоял из 14 карет, 124 саней с кибитками и 40 запасных саней. Екатерина II ехала в карете на 12 персон, запряжённой 40 лошадьми, где её сопровождали придворные, прислуга, а также представители иностранных дипломатических миссий.
Перед выходом императрицы в плавание по Днепру, по распоряжению Потёмкина на всём протяжении маршрута были взорваны пороховыми зарядами многие днепровские скалы для более безопасного плавания.

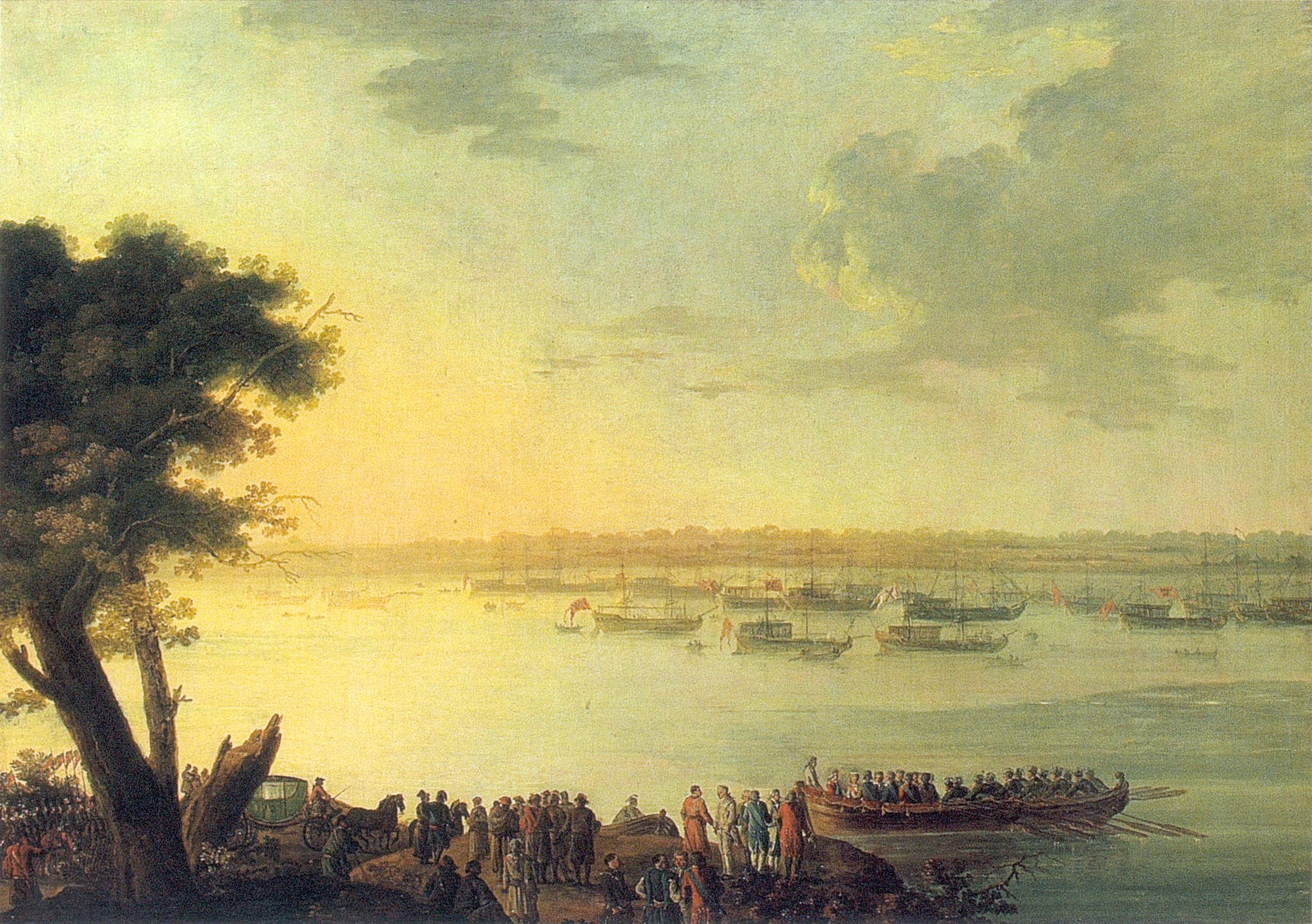
Отправление Екатерины II из Канева в 1787 году. Художник Ян Богумил Плерш. Львовская галерея искусств.

В свиту императрицы входили: гетман Польши, русский генерал-аншеф граф Ксаверий Браницкий, полномочный посол при польском короле Павел Скавронский, их жены — племянницы Г. А. Потёмкина и фрейлины двора — Александра Браницкая и Екатерина Скавронская, камер-фрейлина Анна Протасова, фрейлина графиня Екатерина Чернышёва, вице-президент адмирал-коллегии Иван Чернышёв, обер-шталмейстер Лев Нарышкин, обер-камергер Иван Шувалов, гофмейстер и тайный советник граф Александр Безбородко, генерал-адъютант граф Фёдор Ангальт, вице-адмирал и генерал-интендант Пётр Пущин, генерал-майор, действительный камергер и флигель-адъютант Александр Дмитриев-Мамонов, флигель-адъютант Василий Левашов, действительный статский советник Александр Храповицкий, Виктор Кочубей (будущий министр внутренних дел), лейб-медик Джон Рожерсон и другие приближенные к императрице лица.
Принять участие в инспекции южных провинций были приглашены иностранные министры: граф Кобенцель — посол немецко-римского императора, Фицгерберт — английского и граф Сегюр — французского двора. Один из участников процессии вспоминал:

Путешествие представляло торжественное шествие. Во время ночи по обеим сторонам дороги горели смоленые бочки. Во всех губернских городах, где её величество останавливалась, были балы, и все улицы и дома иллюминированы.— Евграф Комаровский
На границах наместничеств встречали государыню её наместники или генерал-губернаторы: у въезда в Новгородскую губернию встретил Н. П. Архаров, наместник новгородский и тверской; на границе Псковской губернии — князь Н. В. Репнин, наместник псковский и смоленский; на границе Белоруссии — П. Б. Пассек, наместник полоцкий и могилёвский, а на границе Черниговской губернии — генерал-фельдмаршал граф Румянцев-Задунайский, генерал-губернатор и наместник всей Малороссии.

В Киев приехало множество разных вельмож, а более поляков, и двор был весьма великолепен, особливо у заутрени, в Светлое Христово Воскресение, в Печерской лавре. К вечерне императрица поехала в Софийский монастырь; после оной посетила митрополита Самуила в его келье, больного, который сказал ей речь и уподобил её Христу, явившемуся после Воскресения ученикам.
Екатерина стала первым монархом, посетившим царский дворец, ныне известный под именем Мариинского. Там была дана аудиенция будущему латиноамериканскому революционеру Миранде. Под Кременчугом к императрице на берегу Днепра присоединился император Иосиф, приехавший с видом инкогнито под именем графа Фалькенштейна. Императрице во владениях Потёмкина понравилось больше, чем у Румянцева, о чём она не преминула написать в Петербург:

В Кременчуге нам всем весьма понравилось, наипаче после Киева, который между нами ни единого не получил партизана, и если бы я знала, что Кременчуг таков, как я его нашла, я бы давно переехала. Чтобы видеть, что я не попусту имею доверенность к способностям фельдмаршала князя Потёмкина, надлежит приехать в его губернии, где все части устроены как возможно лучше и порядочнее; войска, которые здесь, таковы, что даже чужестранные оные хвалят неложно; города строятся; недоимок нет. В трех же малороссийских губерниях, оттого что ничему не давано движения, недоимки простираются до миллиона, города мерзкие и ничто не делается.

## Екатеринослав и Херсон

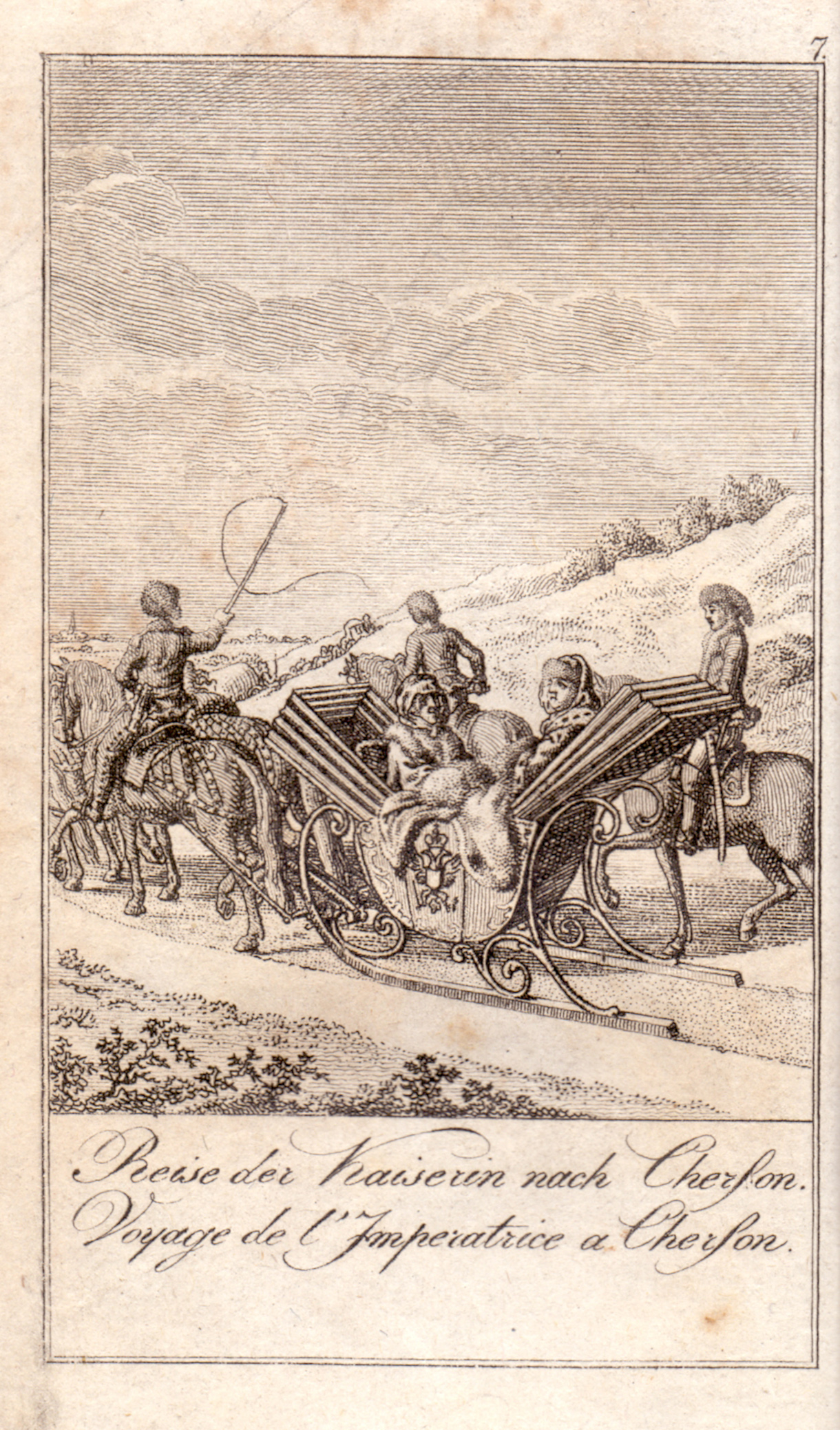
Д. Ходовецкий. Путешествие Екатерины II в Херсон. 1797

В Екатеринославе путешественники присутствовали при закладке соборного храма. Ко времени прибытия императрицы на место постройки города по гигантским планам Потёмкина князем в Берлине была заказана статуя императрицы, которая, однако, не была готова в мае 1787 года. В походной церкви, то есть в шатре, раскинутом на берегу Днепра, отслужили молебен, а затем происходила закладка собора. Храм этот должен был походить на собор св. Петра в Риме. Желая произвести впечатление на гостей, Потёмкин приказал архитектору «пустить на аршинчик длиннее, чем собор в Риме».
Иосиф II и Сегюр не без основания скептически относились к будущности Екатеринослава и в беседе между собою смеялись над честолюбием Потёмкина. Скоро после закладки храма постройка его была приостановлена. Гораздо позже была построена на том месте, где предполагалось строить громадный собор, церковь в довольно скромных размерах. Фундамент проектированного собора, на который было истрачено более 70 000 рублей, теперь составляет её ограду. Великолепные планы и рисунки колоссального проекта Потёмкина были впоследствии переданы в одесский музей.
В Херсон Екатерина приехала в великолепной колеснице, в которой сидела с Иосифом II и Потёмкиным. Херсон удивил даже иностранцев, бывших в свите Екатерины. Крепость почти совершенно оконченная, большие казармы, Херсонское адмиралтейство с богатыми магазинами, арсенал со множеством пушек, два линейные корабля и один фрегат, совершенно готовые на верфях, казённые здания, несколько церквей, частные дома, лавки, купеческие корабли в порту — все это свидетельствовало о неутомимой и успешной деятельности Потёмкина. Тогда думали, что Херсон сделается вторым Амстердамом. Даже Иосиф II, весьма недоверчиво относившийся к реформам и проектам Потёмкина и Екатерины, заметил о Херсоне: Celа а l’аir de quelque chose («Вот это уже на что-то похоже»).
При церемонии спуска кораблей в Херсоне, пишет немецкий врач Дримпельман, проявилось мелочное честолюбие Потёмкина: «Государыня явилась запросто, в сером суконном капоте, с чёрною атласною шапочкою на голове. Граф Фалькенштейн также одет был в простом фраке. Князь Потёмкин, напротив, блистал в богато вышитом золотом мундире со всеми орденами».

## Путешествие по Крыму

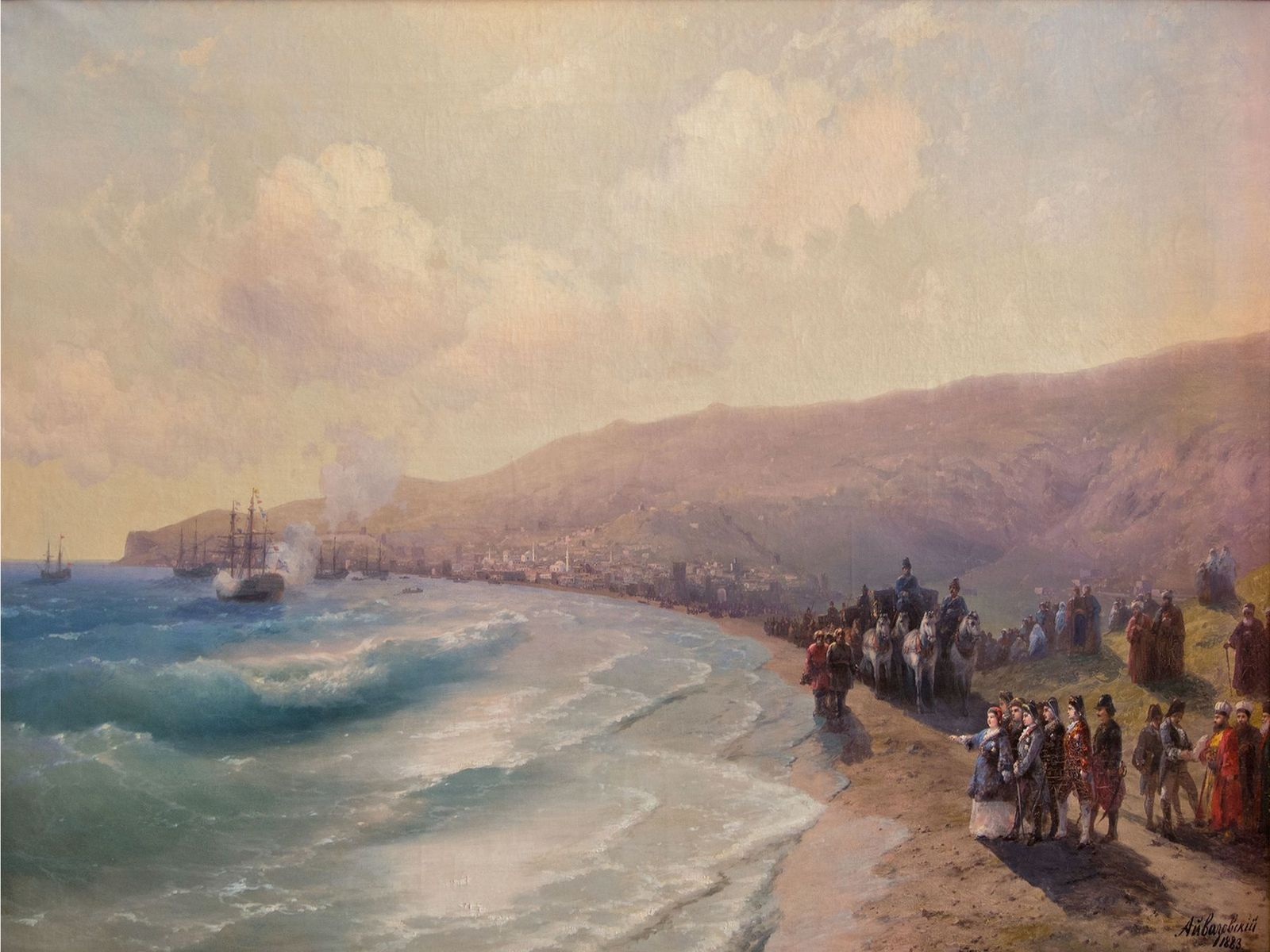
И. К. Айвазовский «Посещение Екатериной Феодосии». 1883

После пятидневного пребывания в Херсоне путешественники отправились в Крым через Кизикерман и Перекоп. Сооружая этот путь, Потёмкин предписывал: «Дорогу от Кизикермана до Перекопа сделать богатою рукою, чтобы не уступала римским; я назову её: Екатерининский путь».
19 мая 1787 года Екатерина подъехала к Перекопу, 20—22 мая — пребывание в Бахчисарае, 22 мая обед в Инкермане (с видом на Ахтиарскую бухту), затем, в тот же день, на шлюпке прибыла в Севастополь, «в дом, для Высчайшего пребывания изготовленный». 24 мая — посещение Екатериной имения Потёмкина в Скели в Байдарской долине, 24—26 мая вновь остановка в Бахчисарае и
26 мая прибыла в Симферополь, откуда, в тот же день прибыла в Карасубазар, где ночевала в построенном путевом дворце. 27 мая путешественники прибыли в Старый Крым. Здесь также для ночлега императрицы был построен небольшой дворец. Екатерину встречал Таврический легкоконный полк, который отдавал честь с преклонением штандартов. Там же, специально к приезду императрицы, был построен Екатерининский фонтан в виде крытого черепицей павильона в восточном стиле. Сверху, над фонтаном, возвышалась беседка, где царица изволила пить чай. По прошествии времени фонтан был почти полностью разрушен.
28 мая Екатерина прибыла в Феодосию, где посетила бывший ханский монетный двор. Здесь в память о путешествии во время посещения были изготовлены две золотые медали «Путь на пользу». Эти медали князь Потёмкин подарил Екатерине и австрийскому императору Иосифу. Позднее Айвазовский написал картину «Посещение Екатериной Феодосии», которая в настоящее время выставлена в основной экспозиции Феодосийской картинной галереи. Из Феодосии, в тот же день, кортеж вернулся в Старый Крым на ночлег. 29 мая кортеж императрица вновь въехала в Карасубазар, где остановилась на ночлег. 30 мая в Карасубазаре Екатерина пожаловала новые чины крымским офицерам, наградила некоторых из них, а также чиновников, орденами. Были розданы деньги флотскому духовенству, греческим священникам из Феодосии и Бахчисарая, пожалованы средства на мечети и дервишам в Карасубазаре и Бахчисарае, на училища всей Таврической области. Всем нижним чинам всех войск в Тавриде было роздано по 1 рублю. По окончании мероприятий, «в 9 часу утра», кортеж выехал из города, с ночёвкой в Бабасане, на Перекоп, куда прибыл 31 мая. Далее, через Каланчак, Берислав, слободу Кривой Рог, 4 июня приехали в Кременчуг, откуда выехали 6 июня. 7 июня императрица остановилась в Полтаве, 8 июня осматривала место Полтавской битвы, 9 июня выехала в Константиноград. 28 июня въехали в Москву, а 11 июля императрица вернулась в Петербург.

## Материальные свидетельства
Помимо упомянутых выше монет и картины Айвазовского, свидетельствами путешествия остались триумфальная арка, возведённая в честь приезда императрицы в Новгороде-Северском на средства местных купцов, и т. н. екатерининские мили.

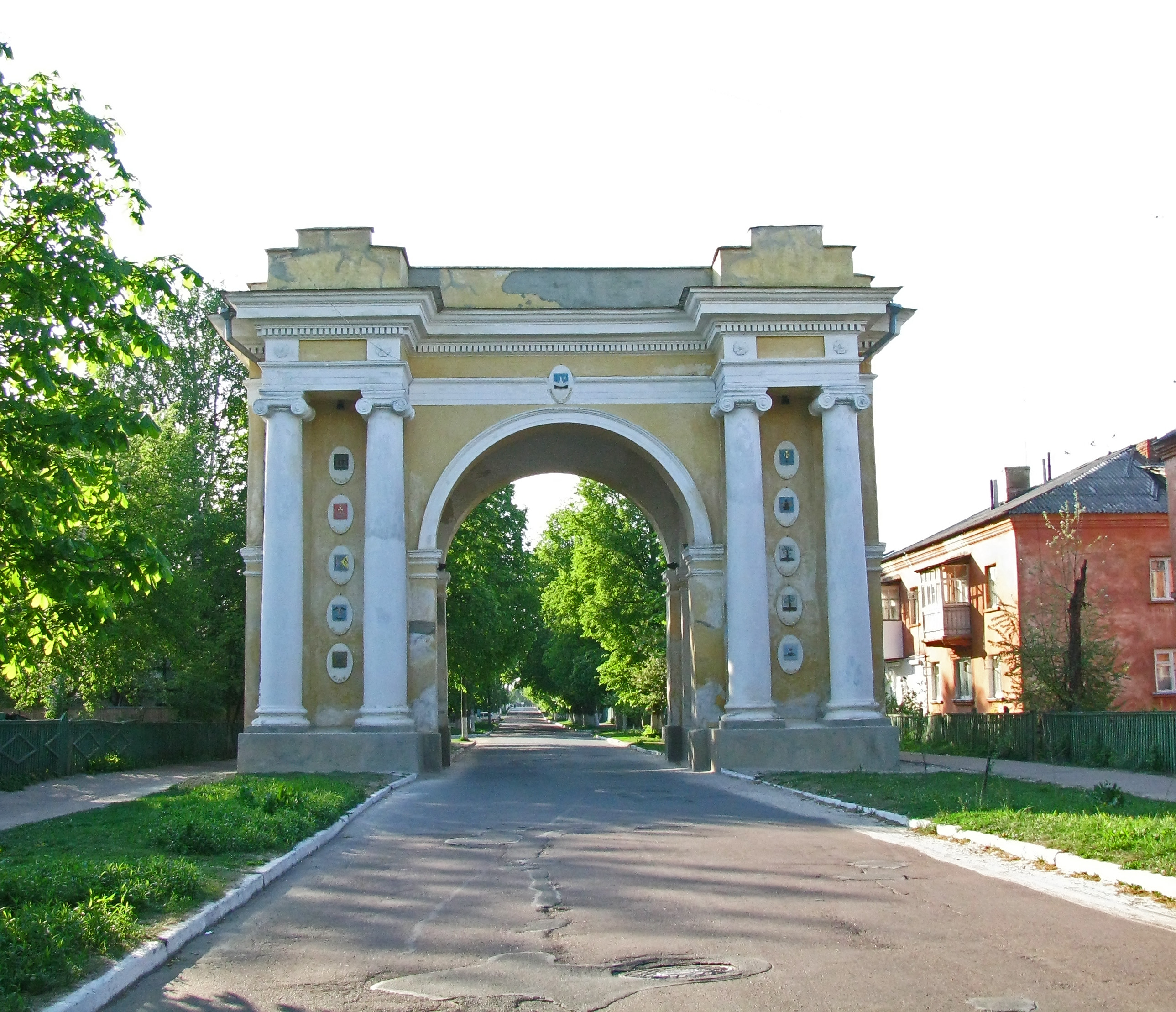
Триумфальная арка (Новгород-Северский)
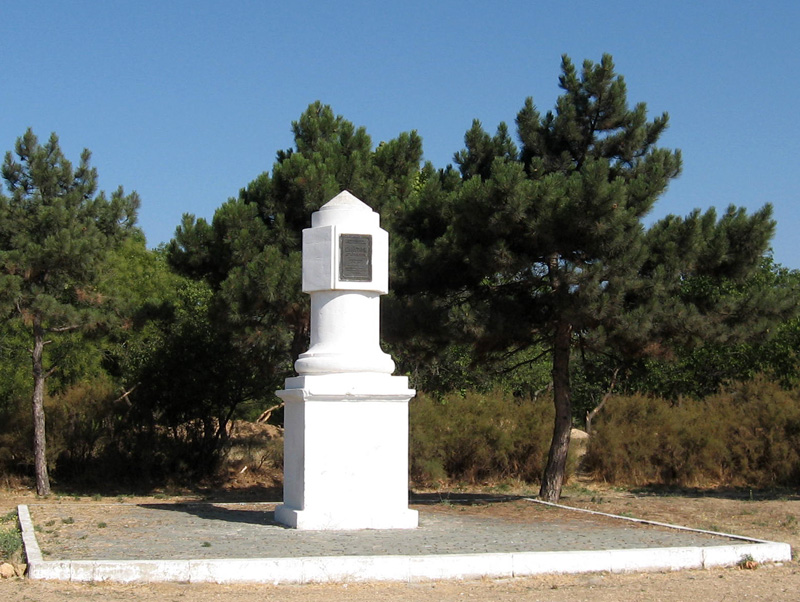
Екатерининская миля на Северной стороне (Севастополь)
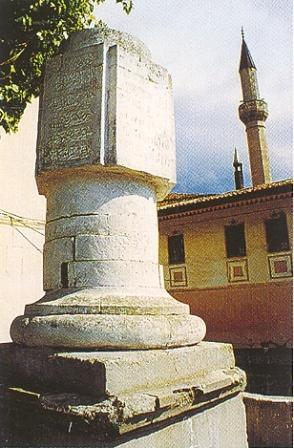
Екатерининская миля в Бахчисарае
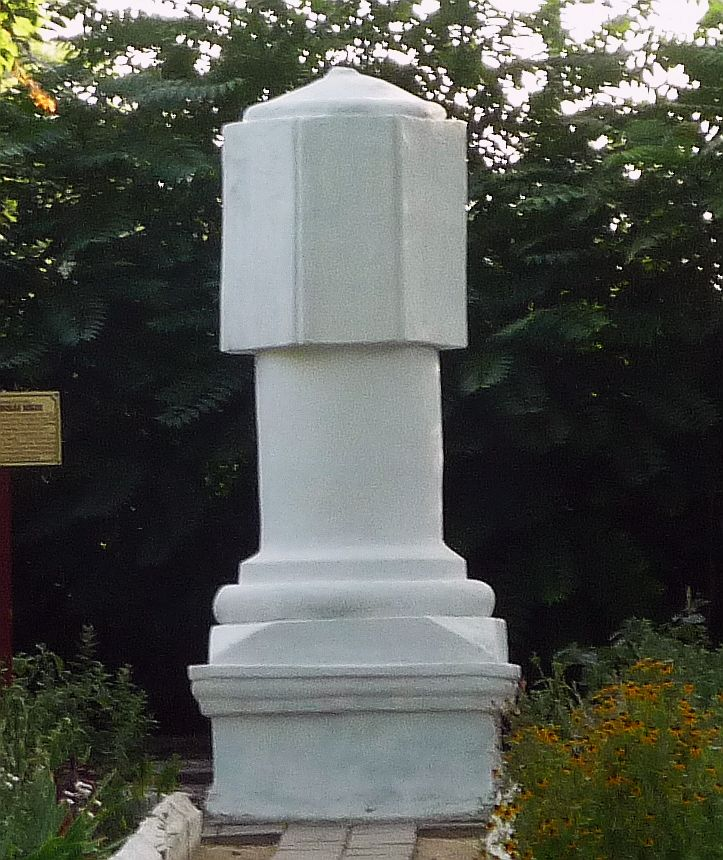
Екатерининская миля в Старом Крыму
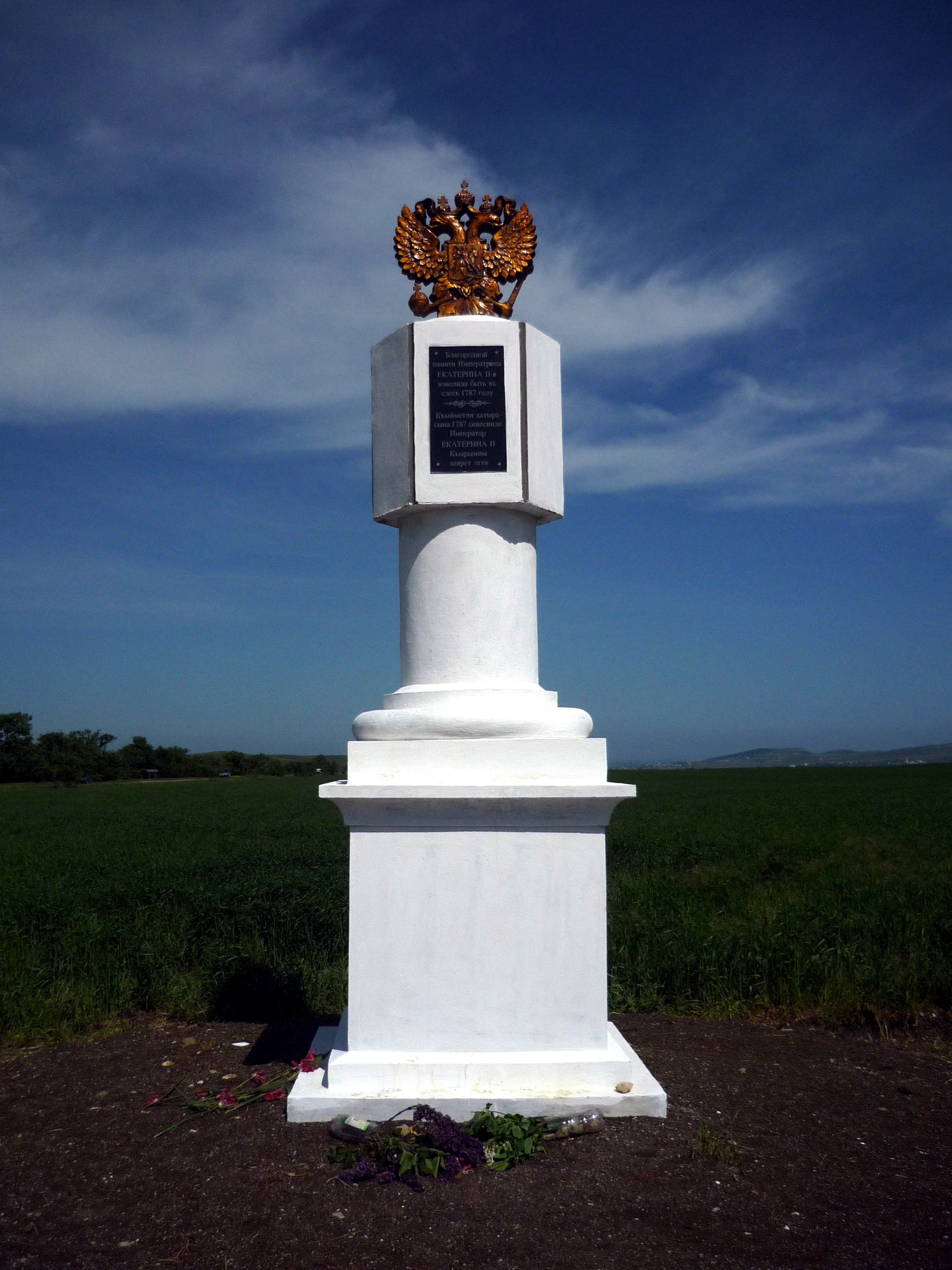
Памятный знак (реплика) в виде екатерининской мили. Установлен на трассе Симферополь-Феодосия на повороте в село Отважное 10 мая 2010 года на месте разрушенного оригинала.